# Lensahn (Amt)
Lensahn es un Amt ("municipalidad colectiva") en el distrito de Holstein Oriental, en Schleswig-Holstein, Alemania. La capital del Amt se encuentra en Lensahn.

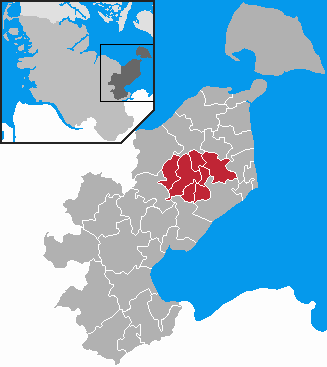
Localización del Lensahn en el distrito de Holstein Oriental

El Amt se organiza en los siguientes municipios:

Escudo de armas del Amt Lensahn

1. Beschendorf
2. Damlos
3. Harmsdorf
4. Kabelhorst
5. Lensahn, capital del Amt
6. Manhagen
7. Riepsdorf